# 野間豊五郎
野間 豊五郎（豐五郎、のま とよごろう、1841年3月28日（天保12年2月6日） - 1934年（昭和9年）11月11日）は、日本の政治家、衆議院議員（2期）。

## 経歴
伊予国越智郡本庄村(のち愛媛県越智郡津倉村→吉海町、現・今治市)の大地主の生まれ。漢学と数学を学ぶ。農業を営む。村民総代、学務世話係、本庄村戸長、津倉村助役、同村長、同村会議員、同議長、越智郡会議員、愛媛県会議員、日本赤十字社特別社員となる。
1898年3月の第5回衆議院議員総選挙において愛媛2区から自由党公認で立候補して初当選。同年8月の第6回衆議院議員総選挙では憲政党から出馬して再選を果たした。1902年の第7回衆議院議員総選挙には立候補しなかった。1934年に死去した。